# أمريكا المفتوحة 2019 (كرة مضرب)

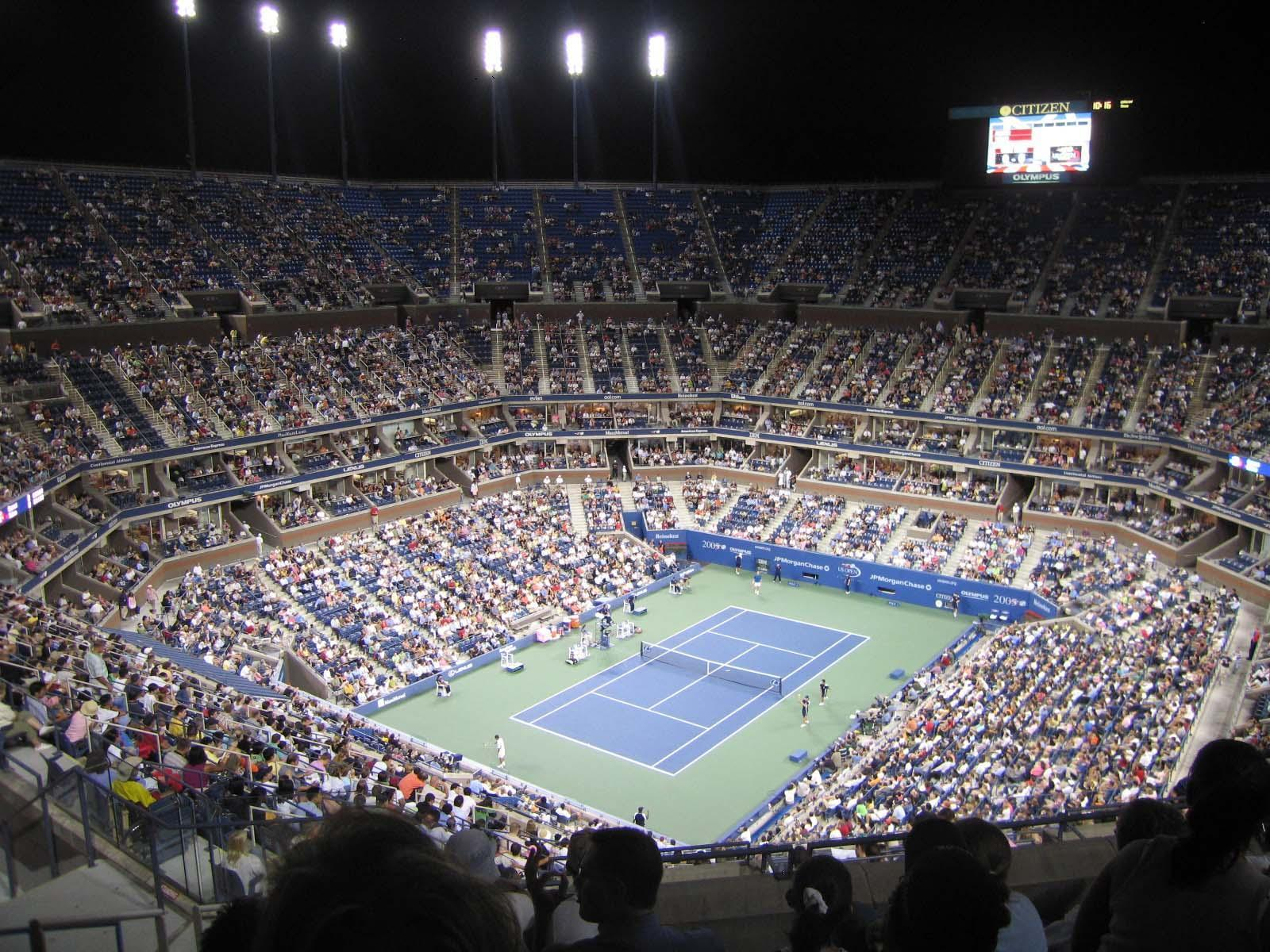
مركز يو إس تي أي بيلي جين كينغ الوطني للتنس.

بطولة أمريكا المفتوحة للتنس 2019 كانت الدورة التاسعة والثلاثون بعد المئة من بطولات أمريكا المفتوحة للتنس ولقد عقدت في الفترة من 26 أغسطس - 8 سبتمبر في الملاعب الصلبة المفتوحة في مركز يو إس تي أي بيلي جين كينغ الوطني للتنس في مدينة نيويورك.

## روابط خارجية
- الموقع الرسمي

| سبقه بطولة ويمبلدون 2019 | البطولات الكبرى لكرة المضرب | تبعه بطولة أستراليا المفتوحة للتنس 2019 |